# Tecnica (veicolo)

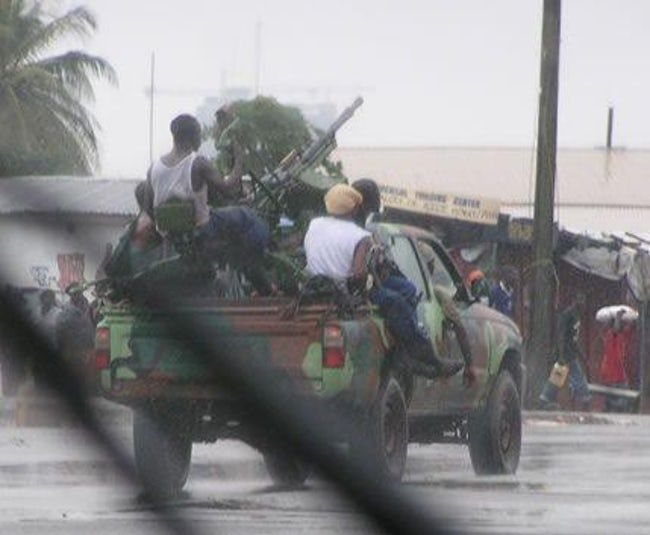
Una tecnica liberiana, costituita da un pick-up Toyota Hilux dotato di una mitragliera KPV

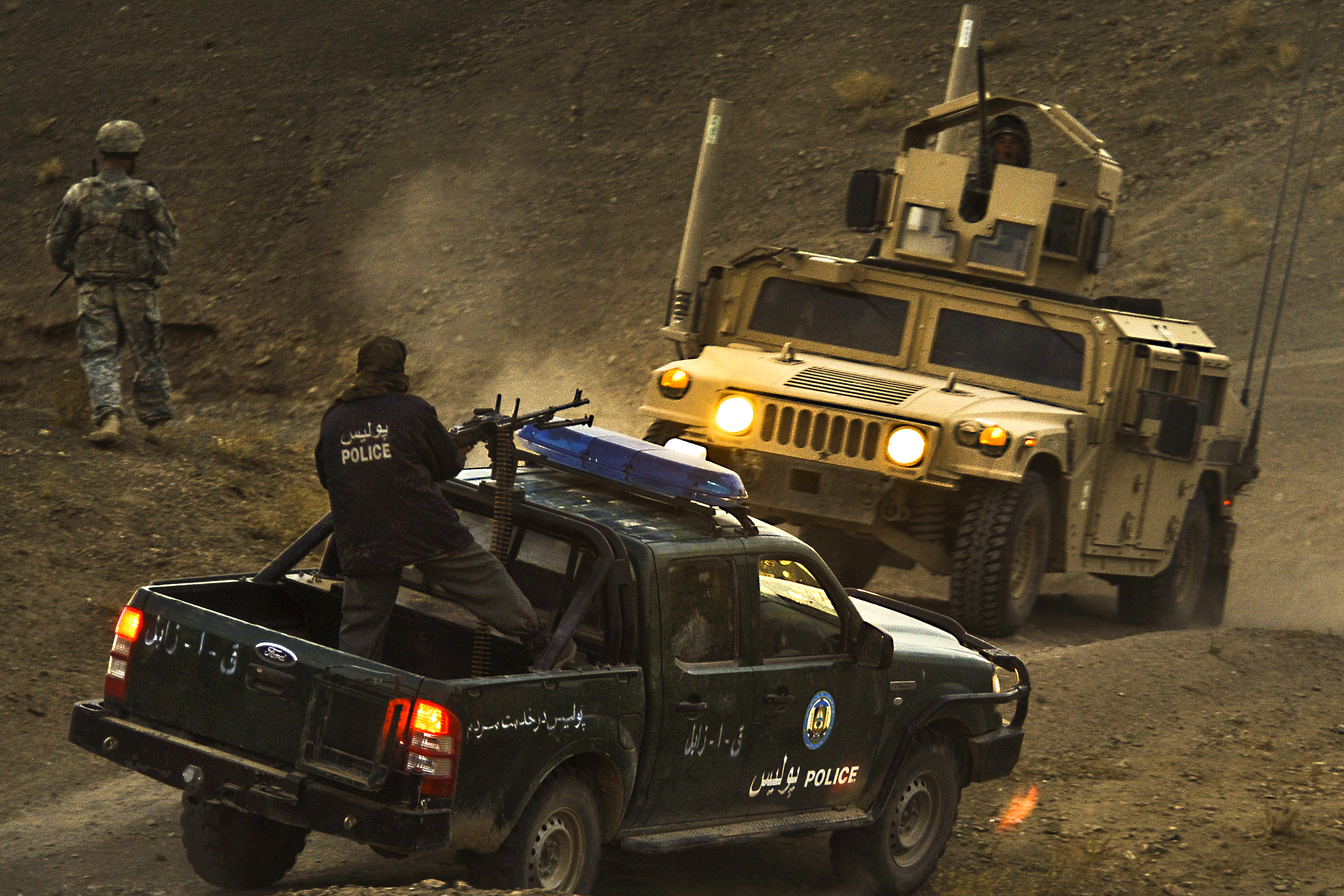
Una tecnica della polizia afgana dotata di mitragliatrice PK, insieme ad un Humvee dell'esercito americano dotato di Browning M2HB

Una tecnica (in inglese technical) è un particolare tipo di veicolo militare improvvisato, costituito da un mezzo civile (un pick-up, un fuoristrada o un autocarro) equipaggiato in maniera artigianale con armi pesanti quali mitragliatrici o lanciarazzi; termini similari per indicare tali veicoli sono battlewagons, gunwagons o gunships.
Per via della loro natura improvvisata, le tecniche sono frequentemente utilizzate da milizie irregolari o movimenti insurrezionali; più raramente però possono anche essere dispiegate da forze regolari, come le tecniche impiegate dagli eserciti ciadiano e libico durante la "guerra delle Toyota" del 1986-1987 (il cui nome, appunto, fu dato per via dell'ampio uso di pick-up Toyota convertiti in tecniche), o i fuoristrada dotati di mitragliatrici utilizzati dalle forze di polizia di Iraq ed Afghanistan nei primi anni 2000.
Sebbene esempi di veicoli civili armati per l'uso militare possano essere ritrovati anche prima, il termine tecnica per riferirsi a loro è stato utilizzato per la prima volta nel 1990, durante la guerra civile somala: le organizzazioni non governative che operavano nel paese solevano assumere personale locale dotato di tali veicoli per scortare i loro convogli, pagandoli con somme di denaro definite come "garanzia per l'assistenza tecnica" (in inglese technical assistance grants); il termine fu poi esteso per indicare tutti i veicoli che trasportavano miliziani somali, e specialmente quelli dei vari signori della guerra che si contendevano il paese.

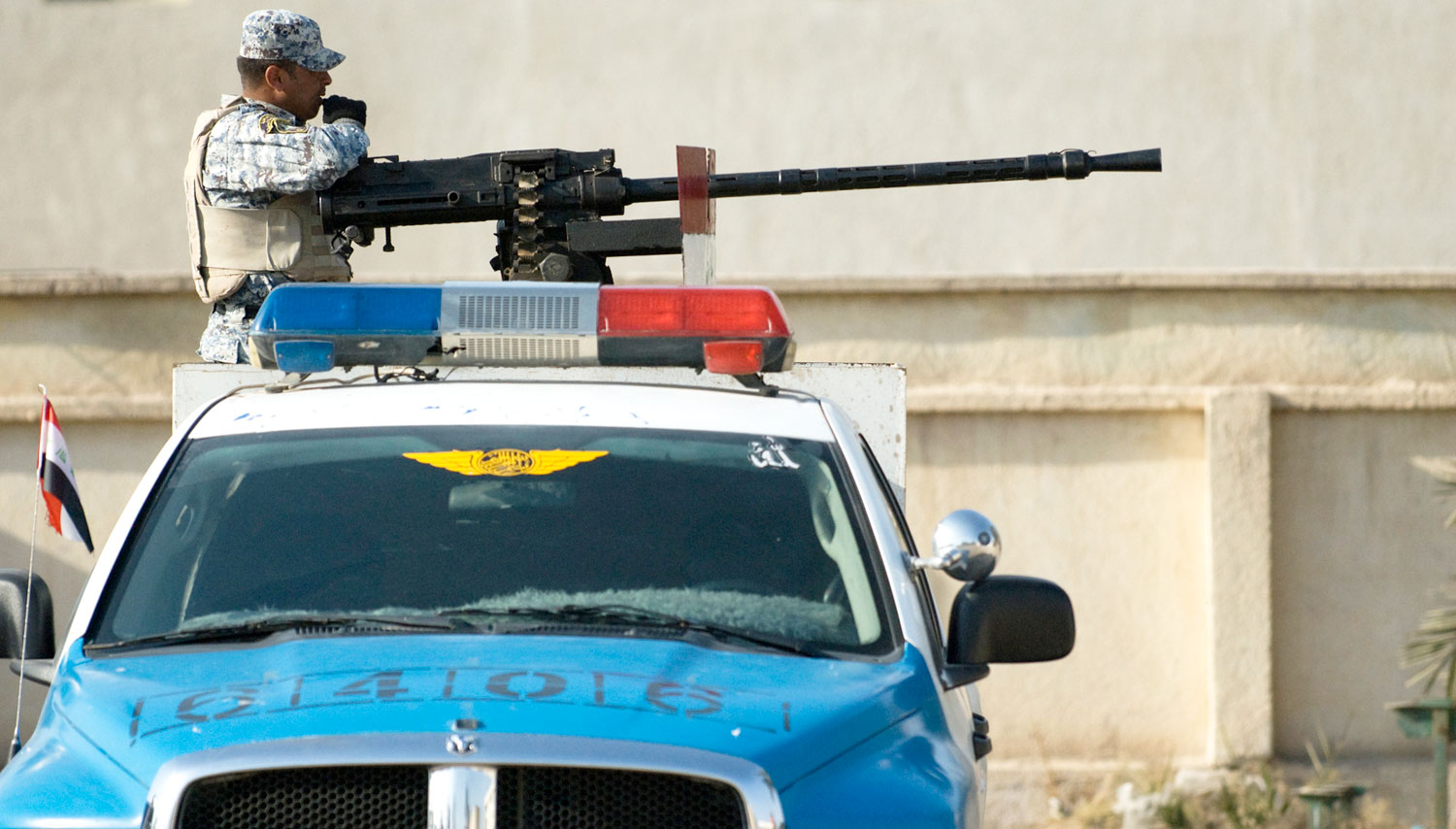
Un poliziotto iracheno a bordo di una tecnica dotata di mitragliera KPVT

Trattandosi di veicoli improvvisati, le caratteristiche possono variare da un mezzo all'altro, ma il modello più diffuso di tecnica prevede un pick-up sul cui ampio cassone posteriore sono installate armi come mitragliatrici pesanti, mitragliere antiaeree (come le ZU-23 a canna doppia o le ZPU-4 a canna singola o quadrupla), lanciarazzi di varia fattura, cannoni senza rinculo o piccoli pezzi di artiglieria; solo raramente sono utilizzate armi più sofisticate, come i missili filoguidati Maljutka. Di solito questi veicoli non sono corazzati, anche se piastre metalliche possono essere applicate alla carrozzeria come blindatura improvvisata.